# ریدیوهد
رِیدیوهِد (به انگلیسی: Radiohead) یک گروه موسیقی راک انگلیسی است که در سال ۱۹۸۵، در ابینگدن، آکسفوردشر پایه‌گذاری شد. اعضای بنیان‌گذار گروه تام یورک (خواننده، گیتار، پیانو و کیبورد)، جانی گرینوود (لید گیتار، کیبورد و دیگر سازها)، اد اوبراین (گیتار و خوانندهٔ پس‌زمینه)، کالین گرینوود (بیس) و فیل سلوی (درام، سازهای کوبه‌ای و خوانندهٔ پس‌زمینه) هستند. پیشبرد آوای آلترناتیو راک از رویکرد تجربه‌گرایانهٔ ریدیوهد محسوب می‌شود.
پس از امضاء قرارداد با لیبل ئی‌ام‌آی در سال ۱۹۹۱، ریدیوهد نخستین تک‌آهنگ خود به نام «چندش» را در سال ۱۹۹۲ منتشر کرد. این آهنگ در نخستین ماه‌های عرضهٔ خود به موفقیت چندانی نرسید اما تنها پس از گذشت چند ماه و انتشار آلبوم نخست گروه، پابلو هانی، در سال ۱۹۹۳ تبدیل به یک تک‌آهنگ پرفروش در سطح جهان شد. محبوبیت ریدیوهد نزد هواداران و منتقدان بریتانیایی با انتشار دومین آلبومشان به نام خمش‌ها در سال ۱۹۹۵، رو به فزونی گذاشت و گروه با انتشار سومین آلبومشان، اوکی کامپیوتر، به شهرت فراگیر جهانی رسیدند؛ اثری که با فرایند تولید پیچیده و تم غالب برگرفته از مفاهیم ازخودبیگانگی مدرن شناخته شده و عموماً با عناوینی مانند نقطهٔ عطفی در موسیقی دههٔ ۱۹۹۰ میلادی و یکی از برترین آلبوم‌های موسیقی عامه پسند تاریخ، تحسین می‌شود. آلبوم‌های بعدی گروه، کید ای (۲۰۰۰) و فراموشکار (۲۰۰۱) که در یک زمان ضبط شدند، نمایشی از تکامل و تغییری بزرگ در بعد موسیقایی ریدیوهد بودند. موسیقی گروه در این زمان، سرشار از الهاماتی از سبک‌های تجربی موسیقی مانند موسیقی الکترونیک، موسیقی کلاسیک قرن بیستم، کراوت‌راک و جز بود. کید ای در زمان عرضه بازخوردهای متفاوتی از سوی هواداران دریافت کرد اما در پایان دههٔ، توسط رولینگ استون، پیچفورک و تایمز به عنوان برترین آلبوم دهه انتخاب شد.
آلبوم ششم گروه، زنده باد دزدها (۲۰۰۳)، ترکیبی موسیقایی از المان‌های موسیقی راک و الکترونیک همراه با اشعاری متأثر از مسئلهٔ جنگ با تروریسم بود؛ این آلبوم همچنین، آخرین اثر گروه تحت پوشش لیبل ئی‌ام‌آی است. ریدیوهد در سال ۲۰۰۷ آلبوم بعدی خود به نام در رنگین‌کمان‌ها را به صورت مستقل منتشر کرد. این آلبوم در اصل به صورت اینترنتی منتشر شد و خریداران می‌توانستند به هراندازه که اراده می‌کردند، برای خرید آن پول پرداخت کنند. این رویهٔ گروه در انتشار آثار، در ترویج استفاده از پلتفرم‌های جدید و جایگزین برای انتشار موسیقی، مانند هر قدر می‌خواهی پرداخت کن و بیت‌تورنت، مؤثر بود. هشتمین آلبوم گروه، پادشاه درختان صحنهٔ تلاش از سوی ریدیوهد برای اکتشاف و تجربه ریتم‌های جدید به‌شمار می‌رفت و تماماً با استفاده از تکنیک‌های لوپینگ و سمپلینگ خلق شده بود. در آلبوم نهم‌شان، یک استخر ماه شکل (۲۰۱۶) جانی گرینوود به خلق تنظیم‌های ارکسترال دست زد و کوشید تا عناصر موسیقی کلاسیک را در موسیقی گروه ترکیب کند. یورک و جانی گرینوود در سال ۲۰۲۱ گروه جدیدی با نام د اسمایل تشکیل دادند.
ریدیوهد تا سال ۲۰۱۱ بیش از ۳۰ میلیون نسخه از آلبوم‌های خود را فروخته است و تأثیر زیادی چه بر روی شنوندگان عادی و چه بر روی منتقدان داشته است. در سال ۲۰۰۵ ریدیوهد توسط مجله رولینگ استونز به عنوان هفتاد و سومین هنرمند تأثیرگذار تمام دوران انتخاب شد. همچنین در سال ۲۰۱۱ گروه از دید مخاطبان بی‌بی‌سی در یک نظرسنجی گسترده به عنوان یکی از ۱۰ گروه برتر همه دوران‌ها انتخاب شد. این درحالی بود که آلبوم‌های قبلی گروه نفوذ بسیاری در موسیقی راک بریتانیا داشتند و آهنگسازان بسیار زیادی در سبک‌های مختلف از ریدیوهد تأثیر گرفته بودند. نام این گروه در سال ۲۰۱۹ به تالار مشاهیر راک اند رول راه یافت.

## تاریخچه

### اولین سال‌های شکل‌گیری

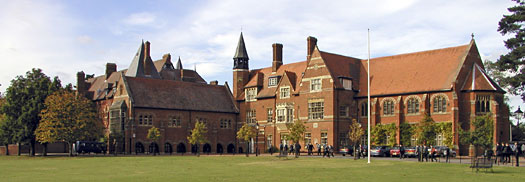
مدرسه ابینگدون که اولین بار ریدیوهد در آن به وجود آمد.

اعضای بنیان‌گذار ریدیوهد تام یورک، کالین گرینوود، جانی گرینوود، اد اوبراین و فیل سلوی بودند. آن‌ها در مدرسهٔ محل تحصیل‌شان، اُبینگدون با هم آشنا شدند. تام یورک و کالین گرینوود هم‌کلاسی بودند و برادر کالین، جانی، در مقطع دو سال پایین‌تر از آن‌ها درس می‌خواند. در سال ۱۹۸۵ آن‌ها گروه آن اِ فرایدِی را تشکیل دادند. اعضای گروه به‌دلیل این‌که در روزهای جمعه تمرین می‌کردند، این نام را انتخاب کردند. آن‌ها اولین اجرای‌شان را در سال ۱۹۸۶ برگزار کردند.
در سال ۱۹۸۷ همهٔ اعضای گروه به جز جانی گرینوود، برای ادامهٔ تحصیل در دانشگاه، ابینگدون را ترک کردند. آن‌ها همچنان در روزهای تعطیل گردهم می‌آمدند و به تمرین‌های‌شان ادامه می‌دادند. در سال ۱۹۹۱ و زمانی‌که همگی-به‌جز جانی-از دانشگاه فارغ‌التحصیل شدند، آن اِ فرایدی دوباره شکل گرفت. آن‌ها یک آلبوم دمو به نام Manic Hedgehog ضبط کردند و اجراهایی را در آکسفورد برگزار کردند.
به‌مرور زمان و با افزایش تعداد اجراهای آن اِ فرایدی نظر شرکت‌های پخش و دست‌اندرکاران صنعت موسیقی به آن‌ها جلب شد. کریس هافورد، مالک پیشین استودیو کورت‌یارد آکسفورد که سابقهٔ تهیه‌کنندگی آلبوم‌های گروه پاپ اسلودایو را هم داشت، پس از حضور در یکی از اجراهای زندهٔ آن اِ فرایدی، تحت تأثیر موسیقی آن‌ها قرار گرفت و به آن‌ها پیشنهاد همکاری داد. هافورد به‌همراه شریکش بریس اِج، تهیهٔ دموی بعدی گروه را بر عهده گرفتند و مدیریت آن اِ فرایدی را عهده‌دار شدند. همکاری‌ای که تا به‌امروز ادامه یافته است.
در پی ملاقات و رایزنی کالین گرینوود با کیث رازن‌کرافت-مسئول استعدادیابی ای‌اِم‌آی-در یک فروشگاه آثار موسیقی-که کالینوود آن‌زمان در آن‌جا کار می‌کرد-گروه موفق شدند قراردادی برای ضبط ۶ آلبوم با کمپانی معظم ای‌اِم‌آی امضا کنند. در همان زمان بود که ای‌اِم‌آی به اعضای گروه پیشنهاد داد نام‌شان را به «ریدیوهد» تغییر دهند، عنوانی که برگرفته از نام یکی از قطعه‌های آلبوم ماجراهای واقعی گروه موج نو آمریکایی تاکینگ هدز بود.

### پابلو هانی، بیماری تراکم زدائی و موفقیت‌های اولیه (۱۹۹۲–۱۹۹۵)
ریدیوهد اولین انتشار خود را که آلبومی چند آهنگه بود به نام دریل با همکاری کریس هافورد و برایس اج در استودیو کورت‌یارد ضبط کرد. دریل در سال ۱۹۹۲ منتشر شد و در چارت‌های فروش عملکرد ناامیدکننده‌ای داشت. سپس گروه پل کولدری و شین اسلید__که با گروه‌های ایندی راک آمریکایی مانند پیکسیز نیز فعالیت کرده بودند، برای تهیه‌کنندگی آلبوم استخدام کردند. آلبوم جدید خیلی سریع و در استودیویی در شهر آکسفورد در سال ۱۹۹۲ ضبط شد. در اواخر سال آهنگ «خزش» نیز از آلبوم منتشر شد. با انتشار این آهنگ ریدیوهد توجه رسانه‌های موسیقی را به خود جلب کرد که عموماً نقدهای مثبتی نسبت به گروه نداشتند. ان‌ام‌ای ریدیوهد را «گروه راک بی دل و جرئت» خواند و خزش به دلیل «ناامیدی بیش از حد» در لیست سیاه رادیو بی‌بی‌سی ۱ قرار گرفت.
اولین آلبوم گروه به نام «پابلو هانی» در فوریه ۱۹۹۳ منتشر شد. آلبوم در چارت انگستان به رتبه ۲۲ رسید اما هیچ‌کدام از تک‌آهنگ‌های آن، خزش، هر کس می‌تواند گیتار بنوازد و نجوا نکن نتوانستند وارد چارت‌های آهنگ یا ویدیو تکی شوند. دیگر تک‌آهنگ گروه به نام «پاپ مرده است» نیز که در آلبوم نبود در فروش تکی به شکست خورد. بعضی منتقدان سبک اولیه ریدیوهد را با موج نوی موسیقی گرانژ در اوایل دهه نود مقایسه می‌کنند در حالی که پابلو هانی در عرضه اولیه هم در فروش هم در نقد شکست خورد و با وجود صدای گیتار پاپیولار آن زمان و صدای فالستوی تام یورک، ریدیوهد تنها در دانشگاه‌ها و کلوپ‌های بریتانیا به اجرا پرداخت.
در چند ماه اول سال ۱۹۹۳ ریدیوهد مخاطبانی را در نقاط دیگر جهان از جمله آمریکا و اسرائیل بدست‌آورد. خزش به‌طور مداوم در ایستگاه رادیویی اسرائیل و توسط دی یواف کوتنر که نفوذ زیادی در رادیو داشت پخش شد و تبدیل به یکی از پرطرفدارترین آهنگ‌های اسرائیل شد. در نهایت در مارس سال بعد ریدیوهد برای اجرای زنده آهنگ راهی تل آویو شد و این اولین اجرای آن‌ها خارج از بریتانیا بود. در همان زمان‌ها ایستگاه رادیویی در سان فرانسیسکو «خزش» را در لیست پخش خود قرارداد. به زودی دیگر ایستگاه‌های رادیویی در آمریکا این کار را انجام دادند. هنگامی که ریدیوهد اولین تور آمریکایی خود در آمریکایی شمالی را در سال ۱۹۹۳ برگزار کرد نماهنگ «خزش» به‌طور مداوم در ام‌تی‌وی پخش می‌شد. این آهنگ توانست به رتبه دوم در چارت مدرن راک آمریکا برسد همچنین در چارت آهنگ‌های پاپ به رتبه خوبی رسید و در نهایت در انتشار دوباره‌ای که ای‌ام‌آی از آهنگ داشت «خزش» رتبه هفتم را در بریتانیا به‌دست‌آورد.
توجه بی‌سابقه به تک‌آهنگ ریدیوهد در آمریکا باعث شد ریدیوهد بیشتر بتواند ایده‌های خود را دنبال کند و در در سال ۱۹۹۳ بیش از ۱۵۰ کنسرت به اجرا بگذارد. ریدیوهد به دلیل فشاری بالایی که پابلو هانی با موفقیت خود به دست آورد و اینکه تور کنسرت‌های گروه به دومین سال خود رسیده بود تا آستانه نابودی پیش رفت. اعضا تورهای متوالی ریدیوهد را این‌گونه توصیف می‌کنند که «همچنان ترانه‌هایی را می‌نواختیم که دو سال پیش ضبظ شده بودند… مثل این بود که در زمان گیر افتاده بودیم» و این درحالی بود که همگی برای ضبط آهنگ‌های جدید مشتاق بودند.
گروه کار ساخت آلبوم بعدی خود را در سال ۱۹۹۴ و با استخدام کردن جان لکی تهیه‌کننده استودیو ابی رودز شروع کردند. فشارها بر روی گروه برای اثری به قدرت آلبوم قبلی و خصوصاً ترانه «خزش» بسیار بالا بود.
«شش آهنی من» ای‌پی بود که در اواخر سال منتشر شد. شش آهنی من شروع حرکتی بود برای آلبوم دوم گروه که هدف اصلی آن‌ها تلقی می‌شد. براساس گزارش ایستگاه‌های رادیویی فروش ای‌پی بیش از حد انتظار بود و گفته شد که ریدیوهد هوادارن وفاداری دارد که ارزش گروه را بیشتر از تک‌آهنگ موفق آن‌ها (خزش) می‌دانند. با معرفی کردن آهنگ‌های جدید توسط ریدیوهد در طی تورهایی که داشتند سرانجام گروه موفق شد کار ضبط آلبوم را به پایان ببرد و آلبوم «بیماری تراکم زدائی» در مارس ۱۹۹۵ منتشر شد. آلبوم پر بود از ریف‌های پر حجم و فضایی روحانی که توسط سه گیتاریست گروه به‌دست آمده بود در ضمن استفاده از کیبورد در این آلبوم بیشتر از آلبوم اول گروه به چشم می‌آمد. ریدیوهد با این آلبوم نقدهای مثبتی، هم برای ترانه‌نویسی و هم اجرا دریافت کرد.
در حالی که بیشتر تمرکز در بریتانیا بر روی موسیقی بریت پاپ بود و رسانه‌ها توجه چندانی به ریدیوهد نمی‌کردند اما در نهایت گروه توانست به موفقیت‌های فراوانی در کشور خود برسد. وجود تک‌آهنگ‌هایی مانند «درخت‌های پلاستیکی دروغین»،«بدون کمک»،«فقط» و «روح خیابان (محو شدن)» راه آن‌ها را برای رسیدن به چارت انگلستان هموار کردو برای اولین بار ریدیوهد در بین پنج هنرمند برتر چارت قرار گرفت. در سال ۱۹۹۵ ریدیوهد به همراه گروه آر. ای. ام. یکی از برگترین گروه‌های راک آن دوره و یکی از گروه‌های تأثیرگذار بر روی ریدیوهد به اجرای کنسرت پرداخت. وجود هواداران تأثیرگذاری مانند مایکل استایپ و موزیک ویدیوهای موفق گروه که برای آهنگ‌های «فقط» و «روح خیابان» ساخته شد باعث ایجاد موج جدیدی از هواداری ریدیوهد این بار خارج از بریتانیا گردید.
با این وجود این تعداد هوادار همچنان برای شکستن رکورد موفقیت اقتصادی «خزش» ناکافی می‌آمد. «بدون کمک» به فروش متعادلی در آمریکا رسید اما با آلبوم در چارت آمریکا هشتاد و هشتم شد که کمترین رکورد ریدیوهد تا به امروز در آمریکا است. با این وجود ریدیوهد نسبت به برخوردی که با آلبوم شد راضی است. جانی گرینوود می‌گوید: «من فکر می‌کنم که نقطه اوج ما نه یا دوازده ماه بعد از انتشار آلبوم بود که به‌دست آمد که مردم برای بهترین آلبوم سال رای دادند. این دقیقاً زمانی بود که فهمیدیم بودن ما با هم به عنوان یک گروه موسیقی کار درستی است.»

### اوکی کامپیوتر، شهرت و نقدهای مثبت(۱۹۹۶–۱۹۹۸)
در اواخر سال ۱۹۹۵ ریدیوهد یک آهنگ دیگر نیز ضبط کرده بود که می‌توانست بهترین آهنگ آلبوم بعدی آن‌ها باشد. «خوش شانس» به عنوان تک‌آهنگ منتشر شد و نایجل گادرک، مهندس صدای جوان که در انتشار آلبوم بیماری تراکم زدائی نیز به گروه کمک کرده‌بود در این آهنگ نیز با گروه همکاری کرد. گروه تصمیم گرفت که کار بعدی خود را به کمک گادرک ضبط کند و آن‌ها کار ضبط آلبوم را در اوایل سال ۱۹۹۶ شروع کردند. تا ماه ژوئیه ریدیوهد شش آهنگ از آلبوم جدید خود را در استودیوی تمرینی خود که بیرون آکسفوردشر واقع شده بود ضبط کرده بودند.
در اوت ۱۹۹۶ ریدیوهد به همراه آلانیس موریست به اجرای کنسرت پرداختند. آن‌ها می‌خواستند قبل از تمام کردن ضبط آهنگ‌هایشان کارهایشان را کامل‌تر کنند و بازخورد مخاطبان را ببینند. بعد از آن آن‌ها دوباره به ضبط کارهایشان برگشتند و باز هم این کار را خارج یک استودیو موسیقی معمول که در یک خانه انجام دادند. دوره ضبط آهنگ‌ها برای ریدیوهد بسیار آسان بود. آن‌ها تمام مدت در حال نواختن بودند و این کار را در اتاق‌های مختلف انجام می‌دادند و در عین حال برای الهام گرفتن بیتلز، دی‌جی شادو، انیو موریکونه و مایلز دیویس گوش می‌دادند. ریدیوهد در اواخر سال ۱۹۹۶ آهنگ‌های «مصاحبه میزبان» و «آهنگ پایان (برای فیلم)» را به عنوان همکاری برای فیلم رومئو+ژولیت به کارگردانی باز لورمن ساختند و در مارس ۱۹۹۷ کار ضبط به کلی تمام شد.
ریدیوهد سومین آلبوم خود، اوکی کامپیوتر، را در ژوئن ۱۹۹۷ منتشر کرد. آهنگ‌ها نسبت به آلبوم قبلی ملودیک‌تر شده بودند و گروه دست به تجربه‌های جدیدی در ساختار موسیقی خود زده بود. تأثیر سبک‌های امبینت، آوان گارد، الکترونیک و ترکیب آن‌ها بیشتر به چشم می‌آمد و آلبوم تلفیقی از آلترنیتیو راک و دیگر سبک‌های موسیقی بود. ترانه‌ها ملموس‌تر از قبل شده بودند و نسبت به «بیماری تراکم زدائی» کمتر از موضوعات شخصی حرف زده می‌شد. اوکی کامپیوتر همچنین با نقدهای بسیار مثبت منتقدان نیز مواجه شد. یورک دراینباره گفت " از بازخورد آلبوم شگفت‌زده شدم. هیچ‌کدام از ما ایده‌ای دربارهٔ خوب یا بد بودن آلبوم نداشتیم. اما چیزی که واقعاً ما را تحت تأثیر قرار داد این حقیقت بود که مردم همه چیز را، همهٔ ترانه‌ها و آهنگ‌ها و اتمسفری را که ما قصد ساختنش را داشتیم فهمیده بودند.
اوکی کامپیوتر اولین آلبوم ریدیوهد بود که توانست به رتبه اول در چارت بریتانیا برسد که باعث موفقیت بالای تجاری ریدیوهد در سراسر جهان نیز شد. با وجود اینکه آلبوم در چارت آمریکا به رتبه‌ای بهتر از بیست‌ویک نرسید اما خیلی سریع به شهرت رسید و اولین جایزه گرمی گروه برای بهترین آلبوم آلترناتیو به ارمغان آورد. ریدیوهد همچنین نامزد دریافت بهترین آلبوم سال نیز شد."پارانوید اندروید"،"کارما پلیس" و "تعجبی نداره" نیز به عنوان تک‌آهنگ منتشر شدند که کارما پلیس بیشترین موفقیت جهانی را داشت. همچنین پارانوید اندروید در لیست صد آهنگ برتر تمام دوران از سوی Rock Planet رتبه ۳۴ را داراست.
انتشار اوکی کامپیوتر همراه با تور «علیه اهریمن» گروه بود. گرانت جی، کارگردان موزیک ویدیوی «تعجبی نداره»، فیلم این تور را در سال ۱۹۹۹ تحت عنوان مستندی به نام ملاقات با مردم آسان است منتشر کرد. فیلم نشان می‌دهد که چطور گروه نسبت به کمپانی‌های موسیقی و مطبوعات بی‌علاقه می‌شوند. این فیلم همچنین به این دلیل که نسخه‌های اولیه‌ای از بعضی آهنگ‌های ریدیوهد که هیچ‍گاه منتشر نشدند یا بعدها منتشر شدند مانند «زندگی در خانه شیشه‌ای»،«لخت»،«چطور به‌طور کامل ناپدید شد» را دارد فیلم مهمی محسوب می‌شود.

### کید ای، فراموشکار و تغییر در آوا(۱۹۹۹–۲۰۰۱)

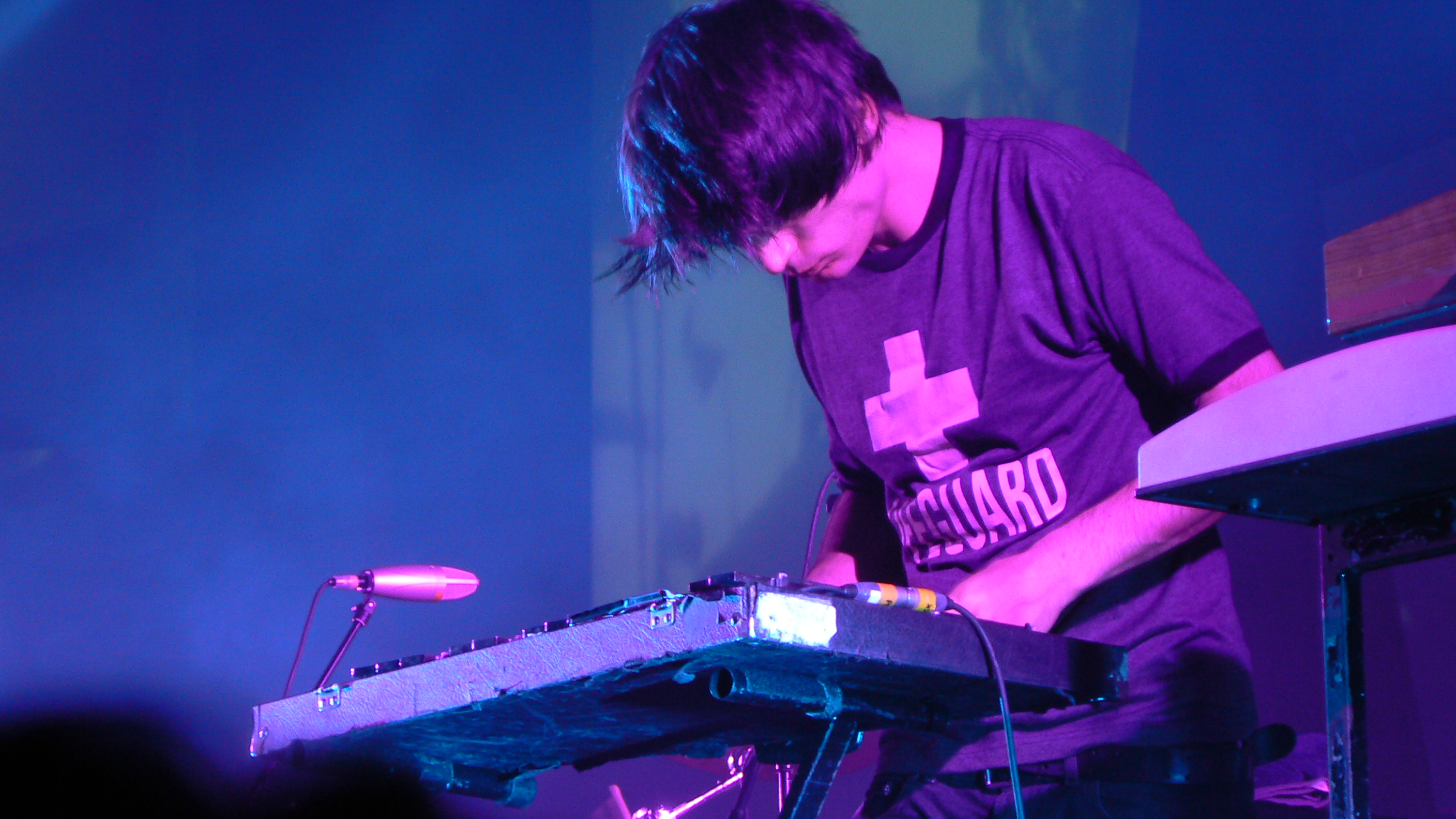
جانی گرینوود از سازهای مختلفی مانند سنتور در کنسرت‌ها و در زمان ضبط استفاده می‌کرد.

ریدیوهد بعد از تور ۱۹۹۷–۱۹۹۸ برای مدتی دست از کار کشید. تنها اجرای عمومی آن‌ها در سال ۱۹۹۸ در کنسرت پاریس برای سازمان عفو بین‌الملل بود. یورک می‌گوید که گروه در این دوره در آستانه فروپاشی قرار گرفته بود. در اوایل سال ۱۹۹۹ ریدیوهد کار خود را دوباره شروع کرد. با وجود اینکه هیچ فشار یا ضرب‌العجلی از طرف کمپانی ضبط بر روی گروه نبود اما آن‌ها تنش زیادی را احساس می‌کردند. اعضا آینده‌های متفاوتی برای گروه پیش‌بینی می‌کردند و یورک دچار بن‌بست فکری شده بود که باعث می‌شد بیشتر به سمت کارهای آبستره و خرده‌آهنگ‌نویسی گرایش پیدا کند. ریدیوهد برای مدتی طولانی به همراه نایجل گادرک، تهیه‌کننده گروه، خود را در استودیوهایی در پاریس، کپنهاگن، گلاستر و استودیو تازه تأسیس خود در اکسفورد منزوی کرد تا آلبوم جدید خود را بسازند. در همین زمان تمامی اعضا برای جهت‌گیریی جدید در کار موسیقی خود و تقسیم مسئولیت‌های جدید به توافق رسیدند. بعد از حدود ۱۸ ماه در آوریل سال ۲۰۰۰ کار ضبط به پایان رسید.
در اکتبر ۲۰۰۰ ریدیوهد چهارمین آلبوم خود به نام کید ای، که اولین آلبوم از دوره ضبط گروه بود، را منتشر کرد. برخلاف اوکی کامپیوتر، کید ای ترانه‌هایی مینیمالیستی داشت و قسمت‌های گیتار سولوی آلبوم کمتر شده بود و به جای آن صدای الکترونیک بیشتر از گذشته به گوش می‌آمد ریدیوهد همچنین از سازهای جدیدی مثل «اونده مارتینو»، شیپورهای موسیقی جز و سازهای زهی ناشناخته‌تری استفاده کرد. آلبوم موفق شد در بسیاری از کشورها به رتبه اول پرفروش‌ها برسد و برای اولین بار رتبه اول بیلبورد در آمریکا را به‌دست‌آورد که برای گروهی بریتانیایی در آمریکا کمتر اتفاق می‌افتد. هرچند که ریدیوهد هیچ تک‌آهنگی را از آلبوم منتشر نکرد اما نمونه‌های قبل از انتشار آلبوم مانند «خوش‌بینانه» و «ایدیوتک» بارها در رادیو پخش شدند و ویدیوهای کوتاه ساخته شده از آلبوم در شبکه‌های تلویزیونی پخش شدند که بعدها به صورت رایگان در اینترنت منتشر شد.
کید ای موفق شد جایزه بهترین آلبوم آلترنیتیو گرمی را به‌دست‌آورد و برای بهترین آلبوم سال نیز نامزد شد. در حالی که ریدیوهد هم نقدهای مثبت و هم اقبال جهانی را با در موسیقی مستقل به‌دست‌آورد اما برخی از نشریه‌های بزرگ موسیقی بریتانیا کید ای را به عنوان اثری که در آینده باعث شکست اقتصادی گروه می‌شود و "عامدانه سخت" معرفی کردند و آلبوم را بازگشتی به دوره‌های اولیه گروه خواندند. هوادارن ریدیوهد نیز مانند منتقدها به دو دسته تقسیم شدند:گروهی که از استایل جدید ریدیوهد دچار سردرگمی شدند و گروهی که کید ای را بهترین آلبوم ریدیوهد تا آن زمان می‌دانستند. با این وجود یورک این فرضیه را که گروه می‌خواهد از موفقیت تجاری صرف‌نظر کند رد کرد:"من واقعاً واقعاً تعجب کردم که چقدر بد (کید ای) نقد شد… چون فهمیدن موسیقی کید ای آنقدر هم گفته می‌شود کار سختی نیست. ما سعی نمی‌کنیم که سخت فهمیده شویم… در واقع تمام تلاش ما برای ارتباط برقرار کردن است و تنها به نظر می‌رسد که ما عده زیادی از مردم را ترک کرده‌ایم… کاری که ما می‌کنیم انقدر ساختارشکنانه نیست."
فراموشکار در ژوئن ۲۰۰۱ منتشر شد و شامل آهنگ‌هایی بود که در دوره ضبط کید ای ضبط شده بودند. سبک ریدیوهد در فراموشکار نیز مانند آلبوم قبلی تلفیقی از موسیقی راک، الکترونیک و تأثیرات جز بود با این وجود صدای گیتار بیشتر از گذشته به گوش می‌آمد. فراموشکار هم به موفقیت تجاری و هنری بالایی در سطح جهان رسید و در بریتانیا رتبه اول و در آمریکا رتبه دوم پرفروش‌ها را برای خود کرد. آلبوم همچنین برای جایزه گرمی و جایزه مرکوری نیز کاندید شد. بعد از انتشار فراموشکار، ریدیوهد به اجرای تور در آمریکای شمالی، اروپا و ژاپن پرداخت. در همین زمان تک‌آهنگ‌های آلبوم، یعنی «ترانه هرم» و «چاقوها بیرون» با اقبال بالای مخاطب‌ها همراه شد. من ممکنه اشتباه کنم:ضبط زنده در نوامبر ۲۰۰۱ منتشر شد که حاوی اجراهایی از هفت آهنگ آلبوم‌های کید ای و فراموشکار بود.

### زنده باد دزدها، وقفه در کار (۲۰۰۲–۲۰۰۴)
طی ژوئیه و اوت ۲۰۰۲ ریدیوهد به اجرای تور در پرتغال و اسپانیا پرداخت و تعدادی از آهنگ‌های جدیدی را که ضبط کرده بود، اجرا کرد. بعد از آن آن‌ها شروع به ضبط کارهای جدید در لس آنجلس به همراه نایجل گادرک کردند که دو هفته طول کشید. بعدها گروه تعدادی آهنگ دیگر را در استودیوی خودشان در آکسفورد ضبط کردند. اعضای ریدیوهد این دوره ضبط آلبوم را آسان‌تر از دوره ضبط کید ای و فراموشکاری توصیف کرده‌اند. آلبوم ششم گروه به نام زنده باد دزدها در ژوئن ۲۰۰۳ منتشر شد. آلبوم تلفیقی بود از تجربه‌های گذشته ریدیوهد به همراه گیتار راک و موسیقی الکترونیک که با ترانه‌های معمول یورک همراه شده بود. با وجود اینکه آلبوم تحسین منتقدان را برانگیخت اما برخی از منتقدان معتقد بودند که ریدیوهد به جای ادامه دادن جریان پیشرویی که با اوکی کامپیوتر شروع کرده بود در حال درجا زدن و کارهای تکراری است. با این وجود زنده باد دزدها به موفقیت تجاری خوبی هم رسید و در بریتانیا به رتبه اول و در آمریکا به رتبه سوم پرفروش‌ها دست پیدا کرد. تک‌آهنگ‌های آلبوم،"آنجا آنجا"،«خواب رفتن» و"۲+۲=۵" به دفعات در رادیو راک مدرن پخش شدند. در سال ۲۰۰۳ ریدیوهد باز هم برای بهترین آلبوم آلترنیتیو گرمی کاندید شد و این در حالی بود که نایجل گادرک موفق شد جایزه گرمی را برای بهترین آلبوم مهندسی شده دریافت کند.
یورک این فرضیه را که نام آلبوم ستیزی برای انتخابات سال ۲۰۰۰ آمریکا، که جرج دابلیو بوش برنده انتخابات شد، را رد کرد و توضیح داد که این اشتباه را اولین بار از رادیو بی‌بی‌سی و در برنامه‌ای که دربارهٔ سیاستمداران قرن نوزدهم آمریکا بوده، شنیده است. یورک گفت که ترانه‌هایش تحت تأثیر جنگ‌هایی که در سال ۲۰۰۰ و ۲۰۰۱ رخ داده، گفته شده‌اند:"این احساس که ما به اثر تعصب و ترس پا می‌گذاریم باعث شد که خودمان را براساس دموکراسی بیان کنیم."اما اون همچنین اضافه کرد که "ریدیوهد یک کار سیاسی یا اعتراضی ضبط نکرده است. ما آلبومی سیاسی نساخته‌ایم."بعد از انتشار زنده باد دزدها ریدیوهد به اجرای تور پرداخت و همچنین در جشنواره گلاستونبری کنسرت اجرا کرد. در هنگام تور، گروه ای‌پی "کام لگ" را ضبط کرد که بیشتر شامل بی‌سایدهای آلبوم‌های قبلی بود. بعد از تور ریدیوهد شروع به نوشتن آثار جدید در استودیو خود در آکسفورد کرد ولی خیلی زود این کار را رها کرد. قرارداد ریدیوهد با شرکت‌های ضبط و پخش موسیقی به پایان رسیده بود و ریدیوهد سال ۲۰۰۴ را به استراحت با خانواده‌هایشان و کار بر روی پروژه‌های تکی خود پرداختند.

### در رنگین‌کمان‌ها (۲۰۰۵–۲۰۰۸)

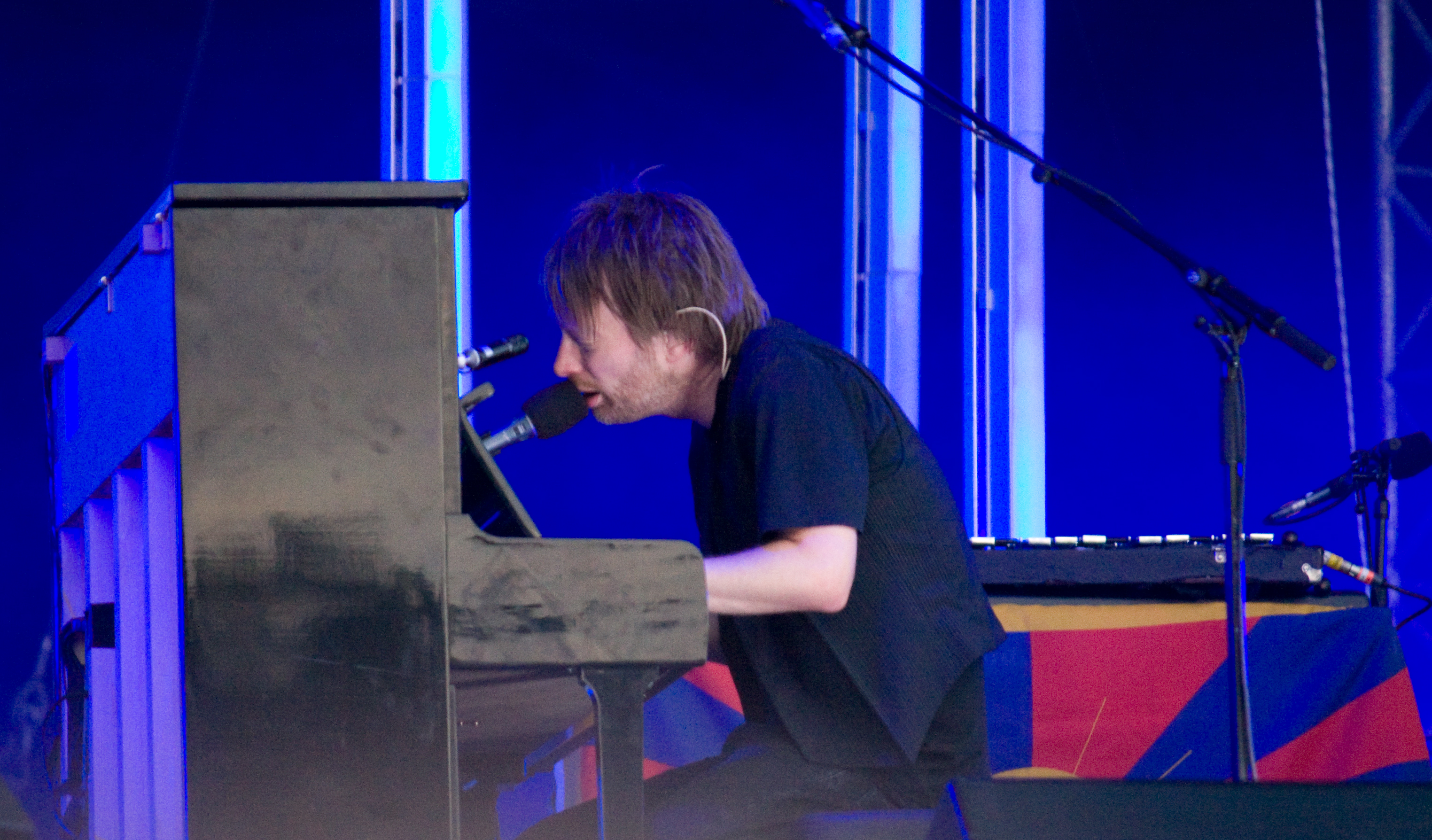
تام یورک در حال نواختن پیانو، ژوئن ۲۰۰۸

ریدیوهد کار بر روی آلبوم هفتم خود را در فوریه ۲۰۰۵ شروع کرد. در سپتامبر همان سال گروه آهنگ «من هیچ‌کدام از اینها را نمی‌خواهم» را برای خیریه کودکان جنگ و آلبوم خیریه کمک:یک روز از زندگی ضبط کرد که به صورت اینترنتی فروش رفت و با.ج. د اینکه آهنگ «من هیچ‌کدام از اینها را نمی‌خواهم» بیشترین تعداد دانلود را نسبت به بقیه آهنگ‌های آلبوم داشت اما هیچ‌گاه به صورت تک منتشر نشد. بعد از آن ریدیوهد کار ضبط آلبوم جدید خود را با تهیه‌کنندگی مارک استنت آغاز کردند. با این وجود در اواخر سال ۲۰۰۶ بعد از تورهای آمریکا و اروپا و اجرای ۱۳ آهنگ جدید گروه کار خود با نایجل گادرک تهیه‌کننده سابق خود در لندن، آکسفورد و دیگر مکان‌های روستایی در سامرست انگلستان را از سر گرفتند. کار در ژوئن ۲۰۰۷ به پایان رسید و کار ضبط و چینش آهنگ‌ها یک ماه بعد انجام شد.
آلبوم هفتم ریدیوهد در رنگین‌کمان‌ها در سایت رسمی گروه و در اکتبر ۲۰۰۷ برای دانلود دیجیتال منتشر شد. هر خریداری می‌توانست به هر اندازه که می‌خواست برای آلبوم بپردازد و امکان دانلود رایگان نیز وجود داشت. تنها تبلیغی که در سایت وجود داشت می‌گفت «به خود شما بستگی دارد.»

### کار مستقل و پادشاه شاخه‌ها (۲۰۰۹-)
در می ۲۰۰۹ گروه دوره ضبط جدیدی به همراه نایجل گادرک را شروع کرد. در اوت همان سال گروه دو تک‌آهنگ که در این دوره ضبط شده بودند را در وب سایت خود منتشر کردند. اولی «(یادبود) هری پچ» که در بزرگداشت هری پچ، آخرین سرباز بریتانیایی که در جنگ جهانی اول جنگیده بود و به تازگی مرده بود، ساخته شده بود. آهنگ بیش از یک میلیون یورو فروش رفت که سود آن به ارتش بریتانیا اهدا شد. «(یادبود) هری پچ» شامل ترانه‌هایی از تام یورک و براساس تجربه‌های جنگ خود هری پچ بود که با ارکستر سازهای زهی که توسط جانی گرینوود رهبری می‌شد، همراه بود. یک ماه بعد آهنگ «این‌ها حرف‌های پیچاننده من است» برای دانلود رایگان در اینترنت قرار گرفت. گرینوود توضیح می‌دهد که این آهنگ یکی از ضبط‌های اولیه گروه در این دوره جدید کار بوده است.
آلبوم هشتم ریدیوهد پادشاه شاخه‌ها در فوریه ۲۰۱۱ به صورت دیجیتالی برای دانلود منتشر شد. این آلبوم همچنین در مارس ۲۰۱۱ به صورت سی‌دی و وینیل نیز منتشر شد. چند وقت بعد در ماه مه روزنامه‌ای همراه آلبوم منتشر شد که شامل بسیاری چیزهای اضافی دیگر بود.

### د اسمایل و دیگر پروژه‌ها (۲۰۲۱–اکنون)
ریدیوهد برنامه‌های برگزاری تور در سال ۲۰۲۱ را به‌دلیل دنیاگیری کووید-۱۹ کنار گذاشت. آن‌ها در نوامبر ۲۰۲۱ نسخهٔ مجدد کید ای، تحت عنوان Kid A Mnesia، را منتشر کردند که حاوی آثار پیش‌تر منتشرنشده بود. برنامه‌ریزی‌ها برای طراهی آثار هنری مبتنی بر آلبوم‌ها به‌دلیل مشکلات تدارکاتی و همه‌گیری کووید-۱۹ لغو شد. در عوض، ریدیوهد یک بازی دیجیتالی رایگان به نام Kid A Mnesia Exhibition برای پلی‌استیشن ۵، مک‌اواس و مایکروسافت ویندوز خلق کرد.

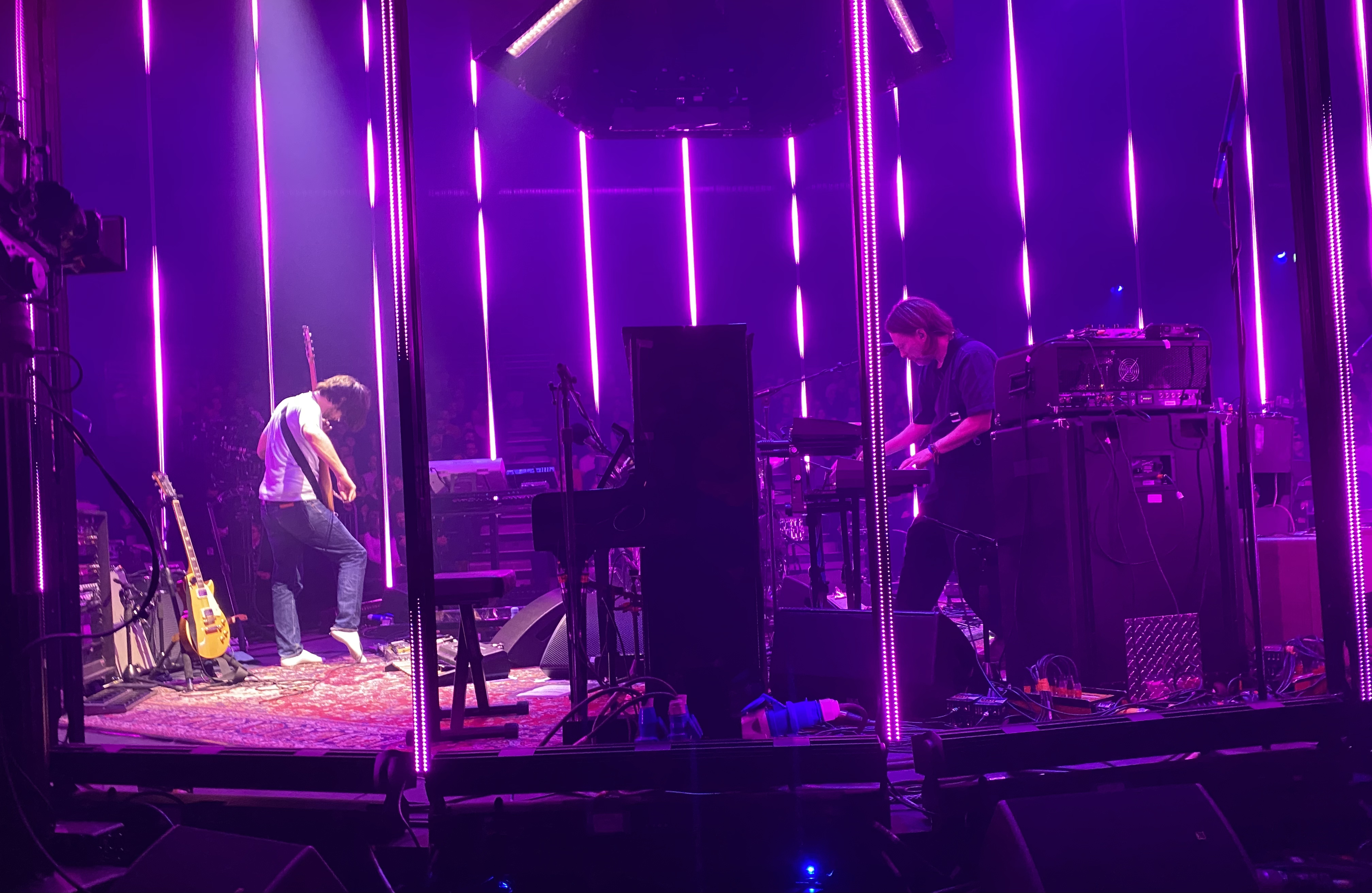
جانی گرین‌وود و یورک به همراه تام اسکینر به‌عنوان اعضای د اسمایل در ژانویه ۲۰۲۲

در جریان رویدادی که به‌وسیلهٔ جشنواره گلستونبری در می ۲۰۲۱ برگزار شد، یورک و جانی گرینوود به‌همراه درامر تام اسکینر گروه جدیدی به نام د اسمایل پایه‌گذاری کردند. گرینوود گفت این پروژه راهی برای کار با یورک طی قرنطینه‌های کووید-۱۹ بود. د اسمایل در مهٔ ۲۰۲۲ نخستین آلبوم خود یعنی نوری برای جلب توجه را منتشر کرد که مورد تحسین قرار گرفت. رایان دومبال، منتقد پیچفورک، نوشت که این آلبوم «فوراً و بی‌تردید» بهترین اثر از پروژه جانبی ریدیوهد بود. د اسمایل بین سال‌های ۲۰۲۲ و ۲۰۲۴ تورهای کنسرتی بین‌المللی برگزار کرد و در سال ۲۰۲۴ آلبوم‌های دیوار چشمان و کات‌اوتز را که همزمان ضبط شده بودند، منتشر نمود. منتقدان د اسمایل را پروژه‌ای رها و کم‌فشار برای یورک و گرینوود تفسیر کردند، با تأثیراتی بیشتر از جاز، کراوت‌راک و پراگرسیو راک، و صدایی جسورانه‌تر.
کالین گرین‌وود در سال‌های ۲۰۲۲، ۲۰۲۳ و ۲۰۲۴ همراه با نیک کیو به تور کنسرت رفت و در آلبوم ۲۰۲۴ نیک کیو به نام Wild God نیز نوازندگی کرد. او همچنین در اکتبر ۲۰۲۴ کتابی از عکس‌های خود از گروه ریدیوهد منتشر کرد. فیلیپ سلوِی در فوریه ۲۰۲۳ سومین آلبوم انفرادی خود به نام Strange Dance را منتشر کرد. او همچنین در پنجمین آلبوم گروه لنترز آن د لیک درامز و پرکاشن نواخت و در تور کنسرت‌های این گروه به آن‌ها پیوست. آلبوم جارک قریبک، همکاری جانی گرین‌وود و موسیقی‌دان راک اسرائیلی دودو تاسا، در ژوئن ۲۰۲۳ منتشر شد. یورک در آوریل ۲۰۲۴ دومین موسیقی متن فیلم خود به نام کانفیدنزا را منتشر و در اکتبر همان سال تور انفرادی خود را آغاز کرد. آلبوم داستان‌های مفصل، همکاری یورک با موسیقی‌دان الکترونیک مارک پریچارد، در مهٔ ۲۰۲۵ منتشر شد.
سلوِی در سال ۲۰۲۳ گفت که همکاری اعضای ریدیوهد با دیگر موسیقی‌دانان برای گروه مفید است و تمام پروژه‌های انفرادی زیر چتر ریدیوهد قرار می‌گیرند. او همچنین تأکید کرد که ریدیوهد همچنان به‌طور کامل وجود دارد. گروه ریدیوهد در سال ۲۰۲۴ تمریناتی برگزار کرد، اما جانی گرین‌وود اعلام کرد که اعضای گروه در حال حاضر روی پروژه‌های انفرادی خود متمرکز هستند. تام یورک در این باره گفت: «فکر می‌کنم ما این حق را به دست آورده‌ایم که کاری را انجام دهیم که برایمان منطقی است، بدون اینکه مجبور باشیم خودمان را توضیح دهیم یا به ایده‌های تاریخی دیگران دربارهٔ اینکه باید چه کار کنیم پاسخگو باشیم.» در مارس ۲۰۲۵، نشریه پیچفورک گزارش داد که اعضای ریدیوهد یک شرکت تضامنی با مسئولیت محدود تشکیل داده‌اند که معمولاً نشانه‌ای از فعالیت‌های جدید گروه است. نمایشگاه «This Is What You Get» که شامل آثار هنری یورک و استنلی دان‌وود برای ریدیوهد است، قرار است از اوت ۲۰۲۵ تا ژانویه ۲۰۲۶ در موزه اشمولین آکسفورد برگزار شود.
پس از آغاز جنگ غزه در سال ۲۰۲۳، فشارها بر ریدیوهد برای تحریم اسرائیل افزایش یافت. در اکتبر ۲۰۲۴، جانی گرین‌وود به دلیل اجرای برنامه در تل‌آویو با دودو تاسا مورد انتقاد قرار گرفت و در بیانیه‌ای پاسخ داد که هنرمندان اسرائیلی نباید ساکت شوند. در همان ماه، یورک در جریان کنسرت انفرادی خود در ملبورن، پس از اعتراض یکی از حامیان فلسطین، موقتاً جایگاه اجرا را ترک کرد. در مه ۲۰۲۵، دو کنسرت در بریتانیا از جانی گرین‌وود و تاسا به‌دلیل تهدیدها علیه محل برگزاری و کارکنان لغو شد. کالین این لغو را «محدودسازی آزادی بیان و تضعیف امکان پیوند میان مردم از طریق موسیقی و هنر» توصیف کرد. در همان ماه، یورک بیانیه‌ای منتشر کرد و در آن اقدامات جنگی اسرائیل و حماس را محکوم نمود و اعلام کرد که تحت فشار گذاشتن هنرمندان برای واکنش نشان دادن، راه‌حل مناسبی نیست.

## سبک و ترانه‌نویسی
اعضای ریدیوهد در ابتدا از هنرمندانی مانند کوئین، پینک فلوید و الویس کاستلو و گروه‌های پست-پانکی مانند جوی دیویژن، سوزی اند د بنشیز و مگزین و گروه‌های آلترنیتیو راک دهه هشتاد مانند آر. ای. ام.، پیکسیز، اسمیتز و سانیک یوث تأثیر می‌گرفتند. از اواسط دهه نود ریدیوهد به موسیقی الکترونیک و هیپ هاپ گرایش بیشتری پیدا کرد و آن طور که گروه ذکر کرده است، دی‌جی شدو بر روی قسمتی از آلبوم اوکی کامپیوتر تأثیر مستقیم داشته است. مایلز دیویس و انیو موریکونه در کنار گروه‌های راک دهه شصت مانند بیتلز، بیچ بویز و «دیوار صدا» یی که فیل اسپکتور برای گروه‌های دخترانه تولید می‌کرد نیز بر روی موسیقی گروه تأثیرگذار بوده‌اند. همچنین جانی گرینوود از کریستف پندرسکی به عنوان منبع الهامی برای اوکی کامپیوتر نام برده است.
استایل الکترونیک کید ای و امنسیا حاصل توجه تام یورک به سبک‌های گلیچ، امبینت تکنو و هنرمندان سبک آی‌دی‌ام تحت حمایت لیبل ورپ رکوردز مانند افکس توئین و آوتشر بوده است. در این آلبوم‌ها از سمپل‌هایی برگرفته از موسیقی رایانه‌ای اولیه نیز استفاده شده است. موسیقی جز چارلز مینگس، آلیس کولترین و مایلز دیویس و کراوت‌راک گروه‌هایی مانند کن و نئو! از اصلی‌ترین منابع الهام در این دوره بودند. علاقه جانی گرینوود به موسیقی کلاسیک قرن بیستم و آهنگسازانی مانند الیویه مسیان و تأثیر آن بر روی موسیقی گروه آشکار بود؛ جانی گرینوود از آوند مارتینو یکی از سازهای الکترونیکی که مسیان آن را به شهرت رساند، نیز استفاده کرده است.
هنگام کار بر روی زنده باد دزدها، ریدیوهد مجدداً بر روی راک گیتارمحور تمرکز کرد. اعضای ریدیوهد در این برهه، از هنرمندان سبک‌های مختلف راک، هیپ هاپ، الکترونیک و تجربی متفاوتی مانند بیورک، ام. آی. ای.، مدسلکتور و اسپنک راک با عنوان الهام‌بخش نام برده‌اند. در سال ۲۰۱۱ یورک این موضوع را که موسیقی ریدیوهد عمداً به سمت «موسیقی تجربی» متمایل شده بود را رد کرد و اذعان کرد سبک موسیقی گروه جذب «هنرمندان مختلفی می‌شود» و موسیقیدان‌های مختلفی به صورت مداوم در حال تأثیرگذاری بر روی آن‌ها هستند.
از زمان تشکیل گروه، یورک رهبری نوشتن اشعار و ساختن موسیقی را بر عهده داشت. اگرچه تقریباً تمام اشعار گروه را یورک می‌نویسد، اعضای گروه در مصاحبه‌ها به این امر اشاره کرده‌اند که تمام اعضا در ترانه‌نویسی نقشی را ایفا می‌کنند. به همین دلیل، نویسنده تمام ترانه‌های گروه رسماً «ریدیوهد» ذکر می‌شود. در جلسات «کید ای/فراموشکار» تغییری آشکار در موسیقی و تغییری حتی رادیکال‌تر در روش کاری گروه به وجود آمد. زمانی که رویه کاری از کار بر روی ابزارها و نوازندگی معمول راک به سمت اهمیت دادن بیشتر به موسیقی الکترونیکی تغییر کرد، اعضا انعطاف‌پذیری بیشتری پیدا کردند و به نسبت نیاز هر ترانه، سازهای مختلفی را می‌نواختند. در جلسات کار بر روی کید ای و فراموشکار، یورک کیبورد و باس را می‌نواخت در حالی که جانی گرینوود به جای نواختن گیتار بیشتر بر روی ساز «اونده مارتینو» تمرکز کرده بود، بیسیست گروه، کالین گرینوود، بر روی سمپل‌ها کار می‌کرد و اوبراین و سلوی در زمینه درام ماشین و ابزارهای دیجیتالی و همچنین اینکه چگونه صدای جدید از سازهای اصلی خودشان، به ترتیب گیتار و پرکاشن، بگیرند کار می‌کردند. ساخت زنده باد دزدها در سال ۲۰۰۳، پس از مراحل ساخت دشوار کید ای و فراموشکار، به نوعی تمدد اعصاب برای اعضا تبدیل شده بود. تام یورک در یک مصاحبه‌ها اعتراف می‌کند «تقسیم قدرت در گروه بسیار نامتعادل بود و می‌توانستم بر قدرت بقیه غلبه کنم. اما… اکنون این بسیار سالم‌تر است، خرد جمعی، به جای آنچه رایج بود.»

## میراث
ریدیوهد تا سال ۲۰۱۱ بیش از ۳۰ میلیون نسخه آلبوم در سرتاسر جهان فروخته بود. کارهای آنها از جایگاه بالایی میان مردم و منتقدان برخوردار است، طوریکه انتشارات آنها بنا به آرای مردم و فهرست‌های منتخب منتقدان، جزو بهترین‌های موسیقی در دهه‌های ۲۰۰۰ و ۱۹۹۰ بوده است. در سال ۲۰۰۵، آنها در رتبه ۷۳ام فهرست «بزرگ‌ترین هنرمندان تاریخ» رولینگ استون و جانی گرینوود و او برین نیز در فهرست برترین نوازنده‌های گیتار قرار قرار گرفتند. از طرفی نام تام یورک نیز در میان فهرست بهترین خواننده‌ها دیده می‌شد. در سال ۲۰۰۹، خوانندگان مجله رولینگ استون در یک نظر سنجی، گروه ریدیوهد را به عنوان دومین هنرمند برتر دههٔ ۲۰۰۰، پایین‌تر از گروه گرین دی، انتخاب کردند. پنج آلبوم از ریدیوهد تا به حال نامزد دریافت جایزهٔ مرکوری شده است، که این خود یک رکورد محسوب می‌شود. آنها تا به حال جزو «برترین گروه‌های تاریخ» از دید اسپین (۱۵ام) و واچ موجو دات کام (۱۰ام)، و همچنین «بزرگ‌ترین هنرمندان تاریخ» از دید وی‌اچ‌وان (۱۲۹ام) قرار گرفته‌اند. از طرفی آنها از نظر هری فلچر از ایونینگ استاندارد، رتبهٔ سوم را در میان بهترین گروه‌های موسیقی تاریخ بریتانیا کسب کردند.
در سال ۲۰۱۹ نام گروه ریدیوهد وارد تالار مشاهیر راک اند رول شد. دیوید برن از گروه تاکینگ هدز، که اعضای ریدیوهد عنوان کرده‌اند که مقطعی تحت تأثیر این گروه بوده‌اند، در سخنرانی‌اش در مراسم معرفی، موسیقی ریدیوهد را ستود و کارهای آنان را نوآورانه خواند که «تأثیر بسزایی را روی تمام صنعت موسیقی داشته است». آنها حقشان را به موسیقی با انتشار آلبوم در رنگین‌کمان‌ها، که قدمی بزرگ در جهت به هم زدن قوانین موسیقی بود، ادا کردند. فوربز نوشت که ریدیوهد در کنار هنرمندانی چون بیانسه و دریک «به ساختن الگویی برای انتشار آلبوم‌های غیر متعارف در عصر اینترنت کمک شایانی کرده بود». آلبوم کید ای در استفاده از اینترنت برای شنیدن و تبلیغ موسیقی پیشگام بود. گیوین هاینس از ان‌ام‌ئی، ریدیوهد را با عنوان «بیتلز نسل ما» توصیف کرد.

## مشارکت کنندگان

لوگوی «خرس اصلاح شده» که توسط استنلی داونوود و تی‌چاک (تام یورک) برای آلبوم کید ای طراحی شده است.

نایجل گادرک در ابتدا به عنوان مهندس صدا در دومین آلبوم ریدیوهد، خمش‌ها، با آنها همکاری کرد. او از آلبوم سوم گروه به بعد، یعنی اوکی کامپیوتر، تهیه کنندهٔ تمامی آلبوم‌هایشان بوده است. به او، به تقلید از جرج مارتین که «پنجمین بیتل» نام گرفته است، لقب «ششمین عضو» گروه را داده‌اند. در سال ۲۰۱۶، گادرک گفت: «من تنها می‌توانم یک گروه همانند ریدیوهد را داشته باشم که برای سال‌های زیادی با آن همکاری کنم. آن [رابطۀ میان ما] خیلی عمیق می‌باشد. بیتلز تنها می‌توانست یک جرج مارتین داشته باشد. آنها نمی‌توانستند تهیه‌کننده‌هایشان را در میانهٔ فعالیت حرفه‌ایشان عوض کنند. تمام آن فعالیت، باور و دانش هر دو طرف از پنجره به بیرون ریخته می‌شد و آنها مجبور بودند از نو شروع کنند.»
استنلی داونوود، هنرمند طراح، یورک را زمانی که هر دوی آنها دانشجوی هنر بودند، ملاقات کرد. این دو نفر با هم جلد تمامی آلبوم‌ها و آثار هنری ریدیوهد را تهیه کرده‌اند. داونوود زمانی که گروه مشغول ضبط است، در استودیو حضور دارد تا بتواند با تأثیر از موسیقی بتواند آثار هنری مورد نظر را خلق کند. او و یورک در سال ۲۰۰۲ جایزه گرمی بهترین بسته‌بندی آلبوم را برای طراحی‌های مربوط به فراموشکار دریافت کردند.
دیلی گنت از آلبوم اوکی کامپیوتر وظیفه دارد تا برای نماهنگ‌های ریدیوهد کارگردان پیدا کند. از زمان تشکیل ریدیوهد، اندی واتسون کارگردانی صحنه و نور و همچنین طراحی بصری کنسرت‌های آنهارا برعهده داشته است، از کارهای وی می‌توان به «جنگل ال‌ئی‌دی» در تور در رنگین‌کمان‌ها اشاره کرد. متخصص فنی، پیتر «پلانک» کلمنتس از پیش از خمش‌ها با گروه کار می‌کند. وی وظیفهٔ کنترل و نظارت بر آمادگی ابزارهای موسیقی در حین ضبط و اجرا را بر عهده دارد. جیم وارن از اولین تور گروه در سال ۱۹۹۲، مهندس صدای زندهٔ کنسرت آنها بوده، وی همچنین برخی ار نسخه‌های آزمایشی ترانه‌ها و بعضی آهنگ‌های ریدیوهد همچون «بالا و خشک» و «پاپ مرده است» را ضبط کرده است. درامر، کلایو دیمر در سال ۲۰۱۱ برای کمک به اجرای ریتم‌های پیچیدهٔ آلبوم پادشاه شاخه‌ها به عضویت گروه درآمد و از آن زمان به اجرا و ضبط به همراه ریدیوهد می‌پردازد. پل توماس اندرسن نماهنگ‌های متعددی را برای ریدیوهد و یورک کارگردانی کرده است. او همچنین در آثار مختلف سینمای و مستند جنون، محصول سال ۲۰۱۵، با جانی گرینوود همکاری کرده است.

## اعضا
- تام یورک – خواننده، نوازندهٔ گیتار، نوازندهٔ پیانو، نوازندهٔ کیبورد
- جانی گرینوود – نوازنده گیتار، نوازنده پیانو، نوازندهٔ کیبورد، مدیریت ارکسترال
- اد اوبراین – نوازندهٔ گیتار، افکت‌های صوتی، زیر صداها
- کالین گرینوود – نوازندهٔ گیتار باس
- فیل سلوی – نوازندهٔ درامز، نوازندهٔ پرکاشن

اعضای دیگر گروه در اجراهای زنده
- کلایو دیمر – نوازندهٔ درامز، نوازندهٔ پرکاشن (۲۰۱۱–تاکنون)

## آلبوم‌ها
- پابلو هانی (۱۹۹۳)
- خمش‌ها (۱۹۹۵)
- اوکی کامپیوتر (۱۹۹۷)
- کید ای (۲۰۰۰)
- فراموشکار (۲۰۰۱)
- زنده‌باد دزدها (۲۰۰۳)
- در رنگین‌کمان‌ها (۲۰۰۷)
- پادشاه شاخه‌ها (۲۰۱۱)
- یک استخر ماه‌شکل (۲۰۱۶)

## پی‌نوشت
1. ↑  creep
2. ↑  Anyone Can Play Guitar
3. ↑  Stop Whispering
4. ↑  Pop Is Dead
5. ↑  My Iron Lung
6. ↑  Fake Plastic Trees
7. ↑  High and Dry
8. ↑  Just
9. ↑  Street Spirit (Fade Out)
10. ↑  Lucky
11. ↑  Talk Show Hos
12. ↑  Exit Music (For a Film)
13. ↑  Paranoid Android
14. ↑  "Karma Police
15. ↑  No Surprises
16. ↑  Life in a Glasshouse
17. ↑  Nude
18. ↑  How to Disappear Completely
19. ↑  Optimistic
20. ↑  Idioteque
21. ↑  Pyramid Song
22. ↑  Knives Out
23. ↑  There There
24. ↑  Go to Sleep
25. ↑  2 + 2 = 5
26. ↑  COM LAG
27. ↑  In Rainbows
28. ↑  "Harry Patch (In Memory Of)
29. ↑  These Are My Twisted Words
30. ↑  The King of Limbs

## یادکرد منابع
1. ↑  «سایت نشریه Rolling Stone». بایگانی‌شده از اصلی در ۲ ژانویه ۲۰۰۸. دریافت‌شده در ۱۰ نوامبر ۲۰۰۸.
2. ↑  Erlewine, Stephen Thomas. "OK Computer" Allmusic. Retrieved 31 January 2012
3. ↑  "Q Magazine: The 100 Greatest British Albums of All Time - How many do you own? (Either on CD, Vinyl, Tape or Download)". List Challenges.
4. ↑  "Top 3000 Albums of All Time". Acclaimed Music. Archived from the original on 3 January 2017. Retrieved February 14, 2017.
5. ↑  "BBC Worldwide takes exclusive Radiohead performance to the world" (به انگلیسی). BBC. Retrieved 19 July 2011.
6. ↑  "Radiohead gun for Beatles' Revolver" (به انگلیسی). بی‌بی‌سی نیوز. Retrieved 19 July 2011.
7. ↑  ""The Immortals — The Greatest Artists of All Time: 73) Radiohead"" (به انگلیسی). Rolling Stone. Retrieved 19 July 2011.
8. ↑  "The 50 albums that changed music" (به انگلیسی). The Guardian. Retrieved 19 July 2011.
9. ↑  "US success for Radiohead" (به انگلیسی). بی‌بی‌سی نیوز. Retrieved 19 July 2011.
10. 1 2 3 4 5  Alex Ross (اوت ۲۰۰۱). "The Searchers: Radiohead's unquiet revolution" (به انگلیسی). The New Yorker. Archived from the original on 14 February 2008. Retrieved 19 February 2011.{{cite web}}:  نگهداری یادکرد:ربات:وضعیت نامعلوم پیوند اصلی (link)
11. ↑  On a Friday
12. ↑  مک رندال. "The Golden Age of Radiohead" (به انگلیسی). Archived from the original on 2 December 2013. Retrieved 7 August 2011.
13. ↑  "Radiohead: The right frequency" (به انگلیسی). BBC. Retrieved 7 August 2011.
14. ↑  "Sound and fury" (به انگلیسی). The Guardian. Retrieved 7 August 2011.
15. ↑  "Radiohead gigography: 1993" (به انگلیسی). Archived from the original on 12 September 2011. Retrieved 7 August 2011.
16. ↑  Randall, Mac (12 September 2000), Exit Music: The Radiohead Story, Delta, pp. 71–73, ISBN 0-385-33393-5
17. ↑  "The Radiohead – Israel connection" (به انگلیسی). israelity. Archived from the original on 15 May 2009. Retrieved 7 August 2011.
18. 1 2  Harding, Nigel (1995), "Radiohead's Phil Selway", consumable.com, archived from the original on 10 August 2007, retrieved 28 May 2007
19. ↑  Black, Johnny (1 June 2003), "The Greatest Songs Ever! Fake Plastic Trees", Blender, archived from the original on 9 April 2007, retrieved 15 April 2007
20. ↑  Mallins, Steve (1 April 1995). "Scuba Do". Vox.
21. ↑  Randall, Mac (12 September 2000), Exit Music: The Radiohead Story, Delta, pp. 98–99, ISBN 0-385-33393-5
22. ↑  Kent, Nick (1 June 2001), "Happy now?", Mojo
23. ↑  "Radiohead: Biography", رولینگ استون, archived from the original on 2 January 2008, retrieved 20 January 2009
24. 1 2 3  DiMartino, Dave (2 May 1997). "Give Radiohead to Your Computer". LAUNCH.
25. ↑  Courtney, Kevin (17 May 1997), "Radiohead calling", The Irish Times, archived from the original on 8 February 2012, retrieved 24 December 2007
26. ↑  Glover, Adrian (1 August 1997), "Radiohead — Getting More Respect", Circus
27. ↑  "The All-Time 100 albums", Time, 13 November 2006, archived from the original on 7 March 2007, retrieved 11 March 2007
28. ↑  Richards, Will (2020-04-26). "Radiohead were planning to tour in 2021 before coronavirus outbreak". NME (به انگلیسی). Retrieved 2021-05-31.
29. ↑  Martoccio, Angie (2021-11-01). "Radiohead's "Follow Me Around' is a holy grail for fans. 20 years later, it's here". Rolling Stone (به انگلیسی). Retrieved 2021-11-01.
30. ↑  Stanton, Rich (2021-11-18). "Radiohead's freaky-looking Kid A Mnesiac exhibition-game-thing is out (and free!)". PC Gamer (به انگلیسی). Retrieved 2021-11-20.
31. ↑  "Radiohead's Thom Yorke and Jonny Greenwood form new project, the Smile". The Guardian (به انگلیسی). 2021-05-22. Retrieved 2021-05-22.
32. ↑  "Jonny Greenwood on writing the soundtrack for new Princess Diana biopic Spencer". ان‌ام‌ئی (به انگلیسی). 2021-09-03. Retrieved 2021-09-03.
33. ↑  "A Light for Attracting Attention". متاکریتیک. Retrieved 12 May 2022.
34. ↑  Dombal, Ryan (2022-05-12). "The Smile: A Light for Attracting Attention". پیچفورک (وبگاه) (به انگلیسی). Retrieved 2022-05-12.
35. ↑  Richards, Will (2022-05-18). "The Smile debut new song 'Friend Of A Friend' as they kick off European tour". ان‌ام‌ئی (به انگلیسی). Retrieved 2022-05-18.
36. ↑  Murrary, Robin (2023-01-30). "The Smile announce Europe: Live Recordings 2022 EP". کلش (مجله) (به انگلیسی). Retrieved 2023-01-30.
37. ↑  Vito, Jo (28 August 2024). "The Smile announce new album Cutouts, release two songs". Consequence (به انگلیسی). Retrieved 28 August 2024.
38. 1 2  Monroe, Jazz (25 January 2024). "The Smile: Wall of Eyes". Pitchfork (به انگلیسی). Retrieved 25 January 2024.
39. ↑  Walton, Sam (2 October 2024). "The Smile — Cutouts". Loud and Quiet (به انگلیسی). Retrieved 4 October 2024.
40. 1 2  DeVille, Chris (26 September 2024). "Premature evaluation: the Smile Cutouts". Stereogum (به انگلیسی). Retrieved 26 September 2024.
41. ↑  Schonfeld, Zach (10 October 2024). "The Smile: Cutouts". Pitchfork (به انگلیسی). Retrieved 17 October 2024.
42. ↑  Petridis, Alexis (23 May 2021). "Live at Worthy Farm review – beautiful music marred by technical meltdown". The Guardian (به انگلیسی). Retrieved 23 May 2021.
43. ↑  Valentish, Jenny (28 November 2022). "Nick Cave and Warren Ellis review – a transcendent night that veered on holy". The Guardian (به انگلیسی). Retrieved 28 November 2022.
44. ↑  Minsker, Evan (23 March 2023). "Nick Cave announces tour featuring Radiohead bassist Colin Greenwood". Pitchfork (به انگلیسی). Retrieved 23 March 2023.
45. ↑  Lynskey, Dorian (5 September 2024). "Radiohead's Colin Greenwood at playing with Nick Cave: 'Am I a Bad Seed now? No!'". Mojo (به انگلیسی). Retrieved 9 March 2025.
46. ↑  Grow, Kory (6 March 2024). "Nick Cave and the Bad Seeds Tease Wild God LP with bright title track: 'It seems we're happy'". Rolling Stone (به انگلیسی). Retrieved 6 March 2024.
47. ↑  Dean, Jonathan (2 October 2024). "The time Thom Yorke smiled — candid snaps by the Radiohead bassist". The Times (به انگلیسی). Retrieved 3 October 2024.
48. ↑  Corcoran, Nina (26 October 2022). "Radiohead's Philip Selway announces new album, shares song". Pitchfork (به انگلیسی). Retrieved 1 November 2022.
49. ↑  Geiger, Amy (27 February 2023). "Lanterns on the Lake recruit Radiohead drummer Philip Selway for new LP". Brooklyn Vegan (به انگلیسی). Retrieved 28 February 2023.
50. ↑  Strauss, Matthew (13 April 2023). "Radiohead's Jonny Greenwood announces new album with Dudu Tassa, shares song". Pitchfork (به انگلیسی). Retrieved 13 April 2023.
51. ↑  Harrison, Scoop (22 April 2024). "Thom Yorke previews Confidenza film score with two tracks". Consequence (به انگلیسی). Retrieved 22 April 2024.
52. ↑  Ragusa, Paolo (23 October 2024). "Thom Yorke debuts new song at solo tour kick-off: setlist". Consequence (به انگلیسی). Retrieved 23 October 2024.
53. ↑  Corcoran, Nina (11 March 2025). "Mark Pritchard and Thom Yorke announce album, share video for new song". Pitchfork. Retrieved 11 March 2025.
54. ↑  Reed, Ryan (6 January 2023). "Radiohead's Philip Selway on atmospheric solo LP, Radiohead's future". Spin (به انگلیسی). Retrieved 7 January 2023.
55. ↑  DeVille, Chris (8 March 2023). "We've Got A File On You: Radiohead's Philip Selway". Stereogum (به انگلیسی). Retrieved 31 August 2023.
56. 1 2  Ahmed, Aneesa (21 October 2024). "Thom Yorke 'really doesn't give a fuck' if you want Radiohead to return". NME (به انگلیسی). Retrieved 21 March 2025.
57. ↑  Monroe, Jazz (13 March 2025). "Radiohead members form new LLP, historically a telltale sign of new activity". Pitchfork (به انگلیسی). Retrieved 15 March 2025.
58. ↑  "Radiohead album covers to go on show at Oxford museum". BBC News (به انگلیسی). 21 November 2024. Retrieved 2 April 2025.
59. 1 2  Jefferson, Dee (31 October 2024). "Thom Yorke walks off stage after being heckled by pro-Palestine protester at Melbourne concert". The Guardian (به انگلیسی). ISSN 0261-3077. Retrieved 31 October 2024.
60. ↑  Ritchie, Hannah (31 October 2024). "Radiohead singer Thom Yorke walks off stage as fan shouts Gaza protests" (به انگلیسی). BBC News. Retrieved 1 November 2024.
61. ↑  Snapes, Laura (2025-05-06). "Jonny Greenwood and Israeli musician Dudu Tassa condemn 'silencing' after UK concerts pulled". The Guardian (به انگلیسی). ISSN 0261-3077. Retrieved 2025-05-06.
62. ↑  Snapes, Laura (2025-05-06). "Jonny Greenwood and Israeli musician Dudu Tassa condemn 'silencing' after UK concerts pulled". The Guardian (به انگلیسی). ISSN 0261-3077. Retrieved 2025-05-06.
63. ↑  Sanderson, David (2025-06-01). "Radiohead bassist: Concert cancellations 'curtail free speech'". The Times (به انگلیسی). Retrieved 2025-06-02.
64. ↑  Strauss, Matthew (2025-05-30). "Radiohead's Thom Yorke releases statement on Israel and Gaza". Pitchfork (به انگلیسی). Retrieved 2025-05-30.
65. 1 2 3 4  Mac Randall (1 April 1998). "The Golden Age of Radiohead". Guitar World.
66. ↑  "On A Friday: Radiohead In The '80s - Stereogum". Retrieved 2015-07-04.
67. 1 2  Ross, Alex (20 August 2001). "The Searchers". نیویورکر. Archived from the original on 14 February 2008. Retrieved 16 March 2011.
68. ↑  Reynolds, Simon (June 2001). "Walking on Thin Ice". The Wire.
69. ↑  Klingman, Jeff (22 July 2013). "10 Bullet Points from the Thom Yorke Interview on WTF with Marc Maron". TheLmagazine.com. Archived from the original on 14 October 2013. Retrieved 23 July 2013.
70. ↑  Gillespie, Ian (17 August 1997). "It all got very surreal". London Free Press. Archived from the original on 27 September 2007. Retrieved 16 March 2016.
71. ↑  Smith, Andrew (1 October 2000). "Sound and Fury". The Observer. London. Retrieved 17 March 2007.
72. 1 2 3 4 5  Cavanagh, David; Eccleston, Danny (1 October 2000). "I Can See The Monsters". Q (169).
73. ↑  Zoric, Lauren (1 October 2000). "Fitter, Happier, More Productive". Juice.
74. ↑  "Radiohead: Hail to the Thief (2003): Reviews". Metacritic. Archived from the original on 26 September 2007. Retrieved 17 March 2007.
75. ↑  "Radiohead's Secret Influences, from Fleetwood Mac to Thomas Pynchon". Rolling Stone. 24 January 2008. Archived from the original on 12 June 2009. Retrieved 7 February 2008.
76. ↑  Kent, Nick (1 August 2006). "Ghost in the Machine". Mojo. pp. 74–82.
77. ↑  "Radiohead: Everything In Its Right Place". NPR. 6 October 2011. Retrieved 26 October 2011.
78. ↑  "Radiohead: Biography". Rolling Stone. Retrieved 14 September 2011.
79. ↑  Dalton, Stephen (1 April 2004). "Are we having fun yet?". The Age. Melbourne. Retrieved 26 March 2007.
80. ↑  Jonathan, Emma. "BBC Worldwide takes exclusive Radiohead performance to the world" (press release). BBC. 3 May 2011. Retrieved 15 June 2011.
81. ↑  "Radiohead gun for Beatles' Revolver". BBC News. 3 September 2000. Retrieved 28 September 2008.
"Radiohead — In Rainbows Is Overwhelming Critics Choice for Top Album". Contact Music. 18 December 2007. Retrieved 3 October 2009.
82. ↑  "100 Greatest Guitarists: Jonny Greenwood". Rolling Stone. Archived from the original on 1 March 2014. Retrieved 12 February 2014.
83. ↑  "Ed O'Brien – 100 Greatest Guitarists: David Fricke's Picks". Rolling Stone. Archived from the original on 9 September 2015. Retrieved 24 August 2015.
84. ↑  "100 Greatest Singers: Thom Yorke". Rolling Stone. 7 October 1968. Archived from the original on 28 February 2014. Retrieved 12 February 2014.
85. ↑  "Green Day Named Top Artists Of The Decade By Rolling Stone Readers". MTV News. Archived from the original on 28 September 2013. Retrieved 28 September 2014.
86. ↑  "David Bowie, Radiohead and More Nominated for Mercury Prize". Archived from the original on 5 August 2016. Retrieved 5 August 2016.
87. ↑  "NPR: The All-Time Greatest Rock Bands". www.npr.org. Retrieved 2019-05-11.
88. ↑  WatchMojo.com (2014-02-08), Top 10 Greatest Rock Bands, retrieved 2019-05-11
89. ↑  "VH1 100 Greatest Artists Of All Time". Stereogum. 2010-09-03. Archived from the original on 12 April 2015. Retrieved 2019-05-11.
90. ↑  "The 20 greatest British rock bands of all time". Evening Standard (به انگلیسی). 2017-11-07. Retrieved 2019-05-11.
91. ↑  Andy, Amy; Greene, X. Wang (30 March 2019). "Read the Heartfelt Rock and Roll Hall of Fame Speeches by (Some of) Radiohead". Rolling Stone (به انگلیسی). Retrieved 30 March 2019.
92. ↑  Wang, Jon Blistein,Amy X.; Blistein, Jon; Wang, Amy X. (2019-03-30). "Read David Byrne's Rock and Roll Hall of Fame Tribute to Radiohead". Rolling Stone (به انگلیسی). Retrieved 2019-03-30.
93. ↑  Paytress, Mark (1 January 2008). "Chasing Rainbows". Mojo.
94. ↑  Pareles, Jon (9 December 2007). "Pay What You Want for This Article". The New York Times. Retrieved 30 December 2007.
95. ↑  Tyrangiel, Josh (1 October 2007). "Radiohead Says: Pay What You Want". Time. Archived from the original on 24 August 2013. Retrieved 16 October 2007.
96. 1 2  DeSantis, Nick. "Radiohead's Digital Album Sales, Visualized". Forbes (به انگلیسی). Retrieved 2019-04-27.
97. ↑  Hyden, Steven. "How Radiohead's 'Kid A' Kicked Off the Streaming Revolution". Archived from the original on 30 September 2015. Retrieved 30 September 2015.
98. ↑  Haynes, Gavin (2014-10-07). "How Radiohead Became The Beatles Of The 21st Century". NME (به انگلیسی). Retrieved 2019-05-11.
99. 1 2  McKinnon, Matthew (24 July 2006). "Everything in Its Right Place". CBC. Retrieved 11 March 2007.
100. ↑  "Nigel Godrich interview: Radiohead and I have a profound relationship" (به انگلیسی). 6 July 2016. Retrieved 9 July 2016.
101. 1 2  "Stanley Donwood". Eyestorm. Archived from the original on 16 May 2007. Retrieved 29 May 2007.
102. ↑  "Inside the artwork: Radiohead art collaborator Stanley Donwood talks 'In Rainbows' and LP9". DIY. Retrieved 23 March 2016.
103. ↑  "Dilly Gent videography". mvdbase.com. Archived from the original on 18 January 2013. Retrieved 18 June 2007.
104. ↑  Fischer, Jonathan L. (14 March 2011). "Strobe Lights and Blown Speakers: Radiohead's Light Design". The New York Times. Retrieved 16 August 2012.
105. ↑  Emerick, By Donny. "Tour Profile: Radiohead". Mixonline (به انگلیسی). Retrieved 2019-10-14.
106. ↑  "Phil Selway and the evolution of rock drumming in the digital age". Mono. 9 نوامبر 2014. Archived from the original on 10 November 2014. Retrieved 9 November 2014.
107. ↑  "Radiohead in Amsterdam: A Tour Opener Live Blog | Pitchfork". pitchfork.com. Retrieved 21 May 2016.
108. ↑  "Hear Radiohead's New Album "A Moon Shaped Pool" at 11pm tonight on the FTW New Music Show". 91X FM. 8 May 2016. Archived from the original on 21 May 2016. Retrieved 12 May 2016.
109. ↑  White, James (2019-06-20). "Paul Thomas Anderson And Thom Yorke Tease Short Film Anima". Empire (به انگلیسی). Retrieved 2019-06-21.